# Fraccionamiento el Refugio
Fraccionamiento el Refugio är en ort i Mexiko.   Den ligger i kommunen Abasolo och delstaten Guanajuato, i den centrala delen av landet, 280 km väster om huvudstaden Mexico City. Fraccionamiento el Refugio ligger 1 692 meter över havet och antalet invånare är 253.
Terrängen runt Fraccionamiento el Refugio är en högslätt. Runt Fraccionamiento el Refugio är det tätbefolkat, med 369 invånare per kvadratkilometer. Närmaste större samhälle är Abasolo, 11,8 km söder om Fraccionamiento el Refugio. Trakten runt Fraccionamiento el Refugio består till största delen av jordbruksmark.